# Parsabad
Parsabad (persisch پارسآباد) ist eine Stadt in der iranischen Provinz Ardabil. Die Stadt hat etwa 93.387 Einwohner (Zensus 2016) und ist damit die zweitgrößte Stadt in der Provinz Ardabil. Parsabad liegt an der aserbaidschanischen Grenze und hat eine Universität und den internationalen Flughafen Parsabad. Die Mehrheit der Bewohner sind iranische Aserbaidschaner, wobei auch Perser, Armenier und Kurden in der Stadt leben.